# 조 파벨스키
조지프 제임스 "조" 파벨스키(영어: Joseph James "Joe" Pavelski, 1984년 7월 11일 ~ )는 미국의 아이스하키 선수로 포지션은 센터이다. 현재 내셔널 하키 리그(NHL)의 댈러스 스타스에서 뛰고 있다. 위스콘신 대학교 매디슨을 졸업한 후 자신을 지명했던 산호세 샤크스에 입단하였다. 미국 국가대표팀의 일원으로 2010년 동계 올림픽에 참가하여 은메달을 획득했고, 2016년 월드컵 당시에는 미국 대표팀의 주장을 맡았다.